# Basilique Saints-Pierre-et-Paul de Rome
La basilique Saints-Pierre-et-Paul (en italien : basilica dei Santi Pietro e Paolo) est une basilique mineure de Rome en Italie, dans le quartier de l'EUR. Elle se trouve au point le plus élevé du quartier, sur une colline artificielle.
Elle est affiliée aux Frères mineurs conventuels de la Province Romaine.

## Histoire

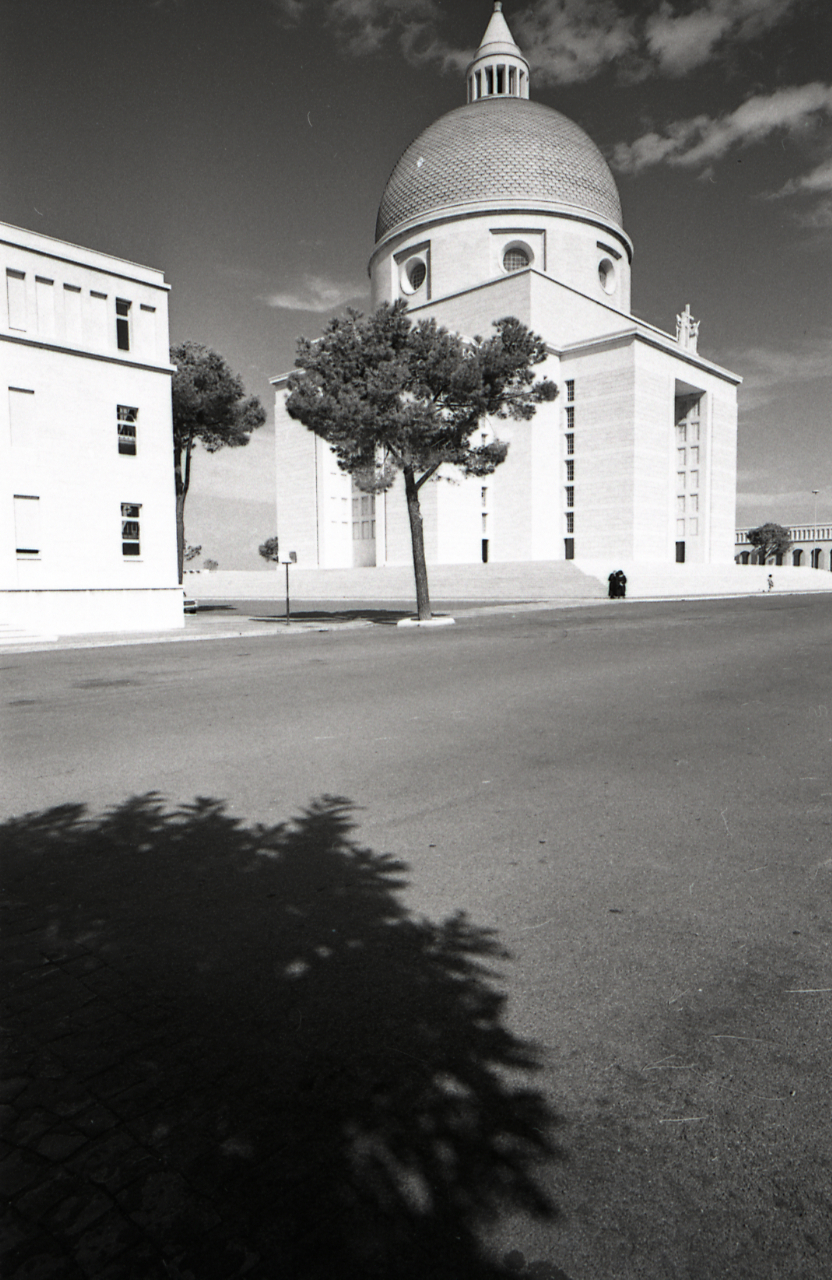
Photographie de la basilique par Paul Monti en 1967.

La conception a été confiée aux architectes Arnaldo Foschini, Alfredo Energici, Vittorio Grassi, Nello Ena, Tullio Rossi et Costantino Vetriani. Le projet a été approuvé en septembre 1938, et les travaux ont commencé en avril 1939.
Au cours de la Seconde Guerre mondiale, les travaux ont ralenti jusqu'à être suspendus à la suite d'un bombardement qui a touché certaines structures en 1943.
Le 10 septembre 1943 la construction de la future basilique a été le théâtre de quelques escarmouches entre les troupes italiennes et des parachutistes allemands, attestés près du pont de la Magliana et dirigés vers le centre de Rome. Après les combats, sur l'escarpement de l'église, furent retrouvés, recouverts de terre, neuf corps méconnaissables de l'armée italienne ; au pied de l'escalier, sont tombés également quatre grenadiers inconnus, dont les corps, à moitié dépouillés, étaient privés de leurs plaques de reconnaissance.
Les travaux de construction ont repris en 1953, à cette occasion on a découvert qu'une grande quantité de matériaux de construction avait été volée sur le chantier à l'abandon.
Ouverte au culte en juillet 1955, l'église a reçu la dignité de paroisse en décembre 1958 et un titre cardinalice en novembre 1965. En juin 1966, l'église a été consacrée par le cardinal Franjo Seper, et l'année suivante, élevée à la dignité de basilique mineure.

## Description
Le temple, en croix grecque, est constitué d'un cube central et d'une coupole hémisphérique d'un diamètre de 32 mètres. À l'extérieur, sur les côtés du porche, les grandes statues représentant les Saints Patrons de Rome, Pierre et Paul dominent l'escalier monumental qui unit la placette de l'église à la viale Europa en contrebas.
À l'intérieur, au-dessus de l'autel, domine la figure du Christ triomphant ; à gauche, dans la chapelle dédiée à l'Immaculée Conception, il y a une mosaïque représentant la Vierge et l'Enfant entourés d'une couronne d'anges. Sur la droite, la chapelle dédiée à François d'Assise, où se trouve un retable en mosaïque qui présente le saint d'Assise, entre plusieurs saints franciscains.
Sur le côté latéral de la basilique se trouve un haut-relief en marbre, la Conversion de Saul, sculpté en 1941 par Venanzo Crocetti.
En 2007, l'église fait l'objet d'importants travaux de restauration et de préservation.
Dans le transept gauche de l'église, à gauche de l'autel dédié à la Vierge, se trouve l'orgue construit en 1960 par Libero Rino Pinchi.

## Vues
Construite sur une colline, lorsque le temps est clair et lumineux, l'église est visible depuis de nombreux points de la ville. 

En venant de l'aéroport de Fiumicino, sur le pont qui traverse le Tibre, il y a une vue magnifique, surtout le soir quand la lumière fait ressortir la blancheur de la grande église.

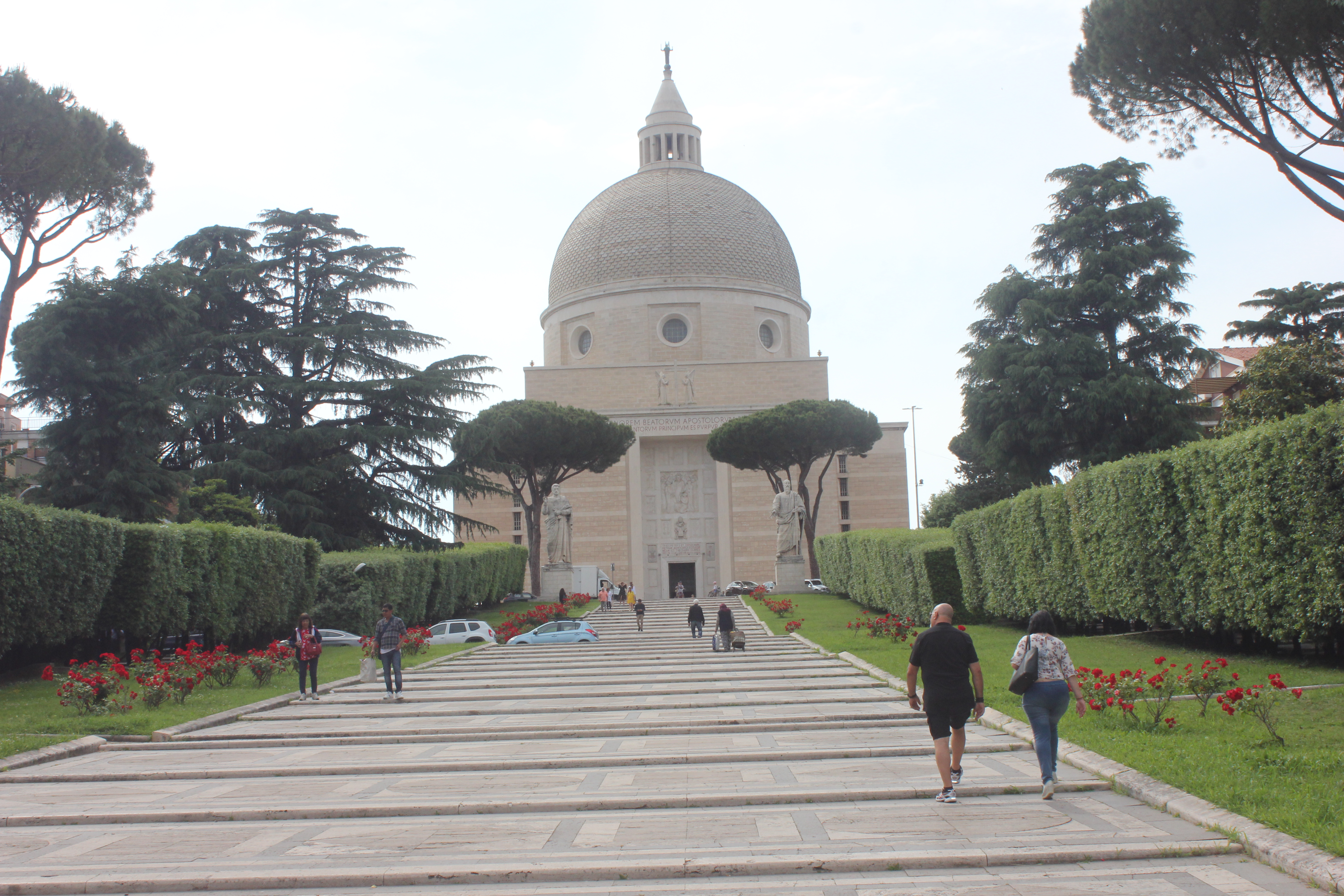
Vue de la façade, du bas des marches
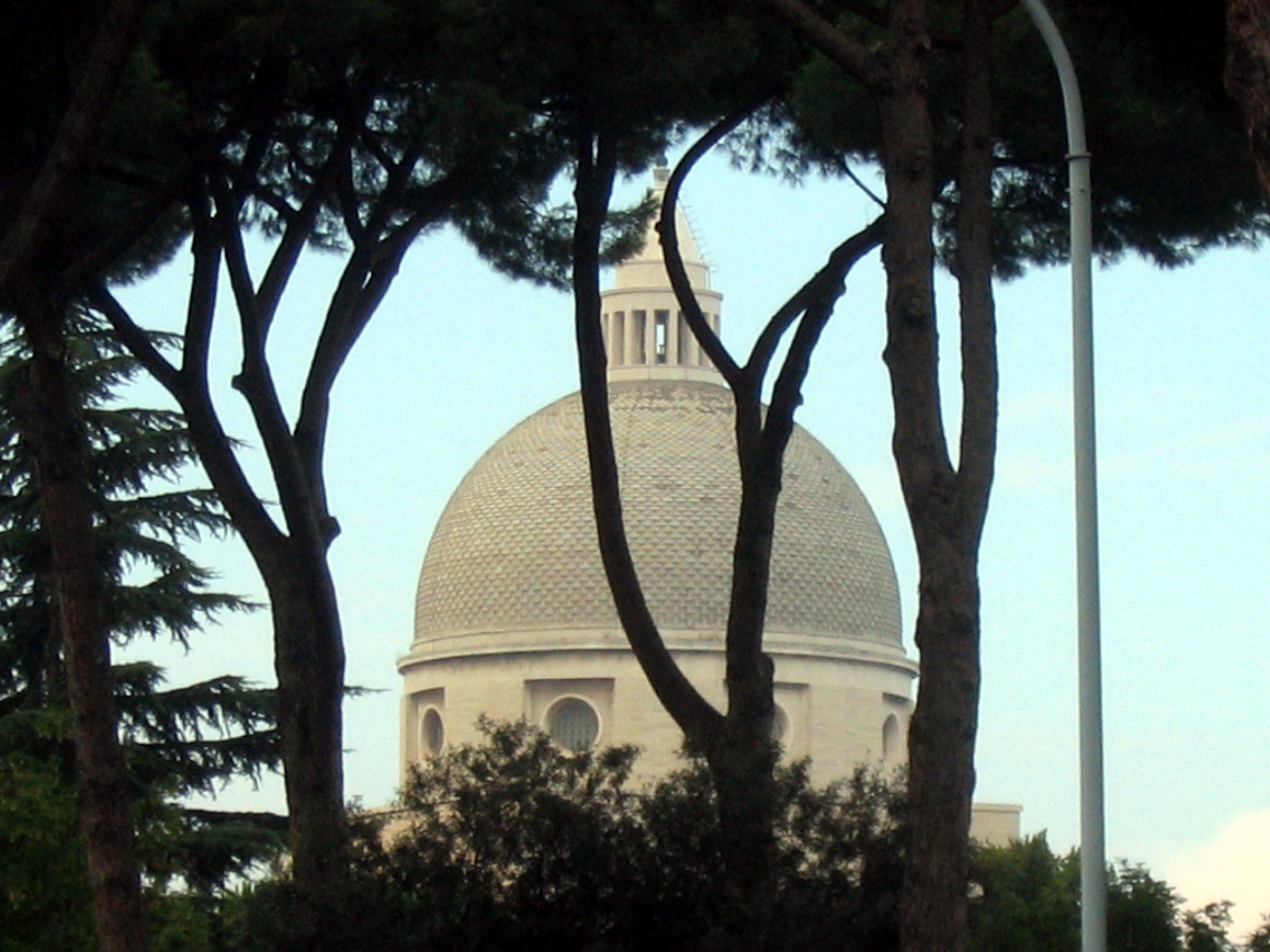
Coupole
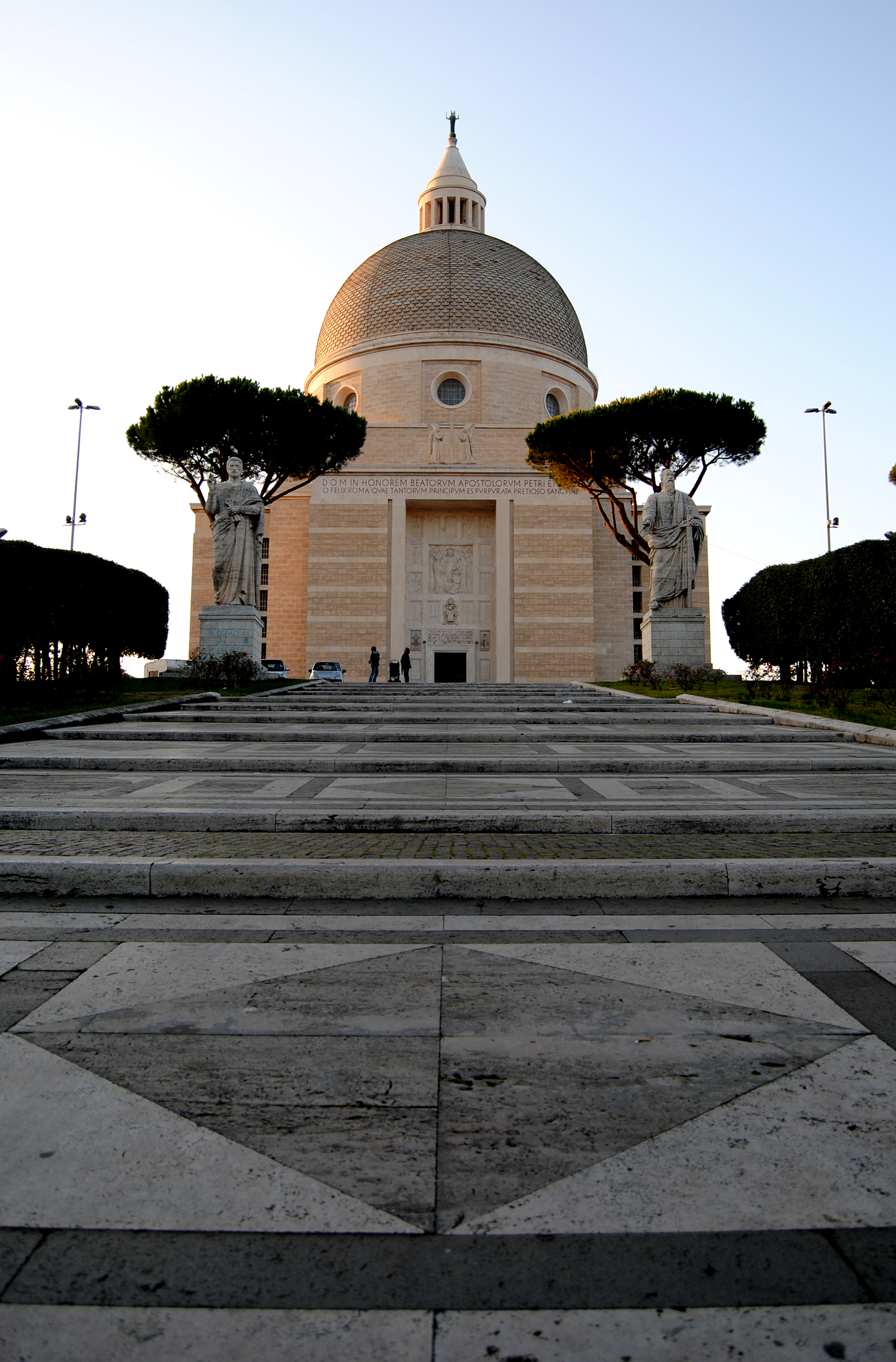
Panorama
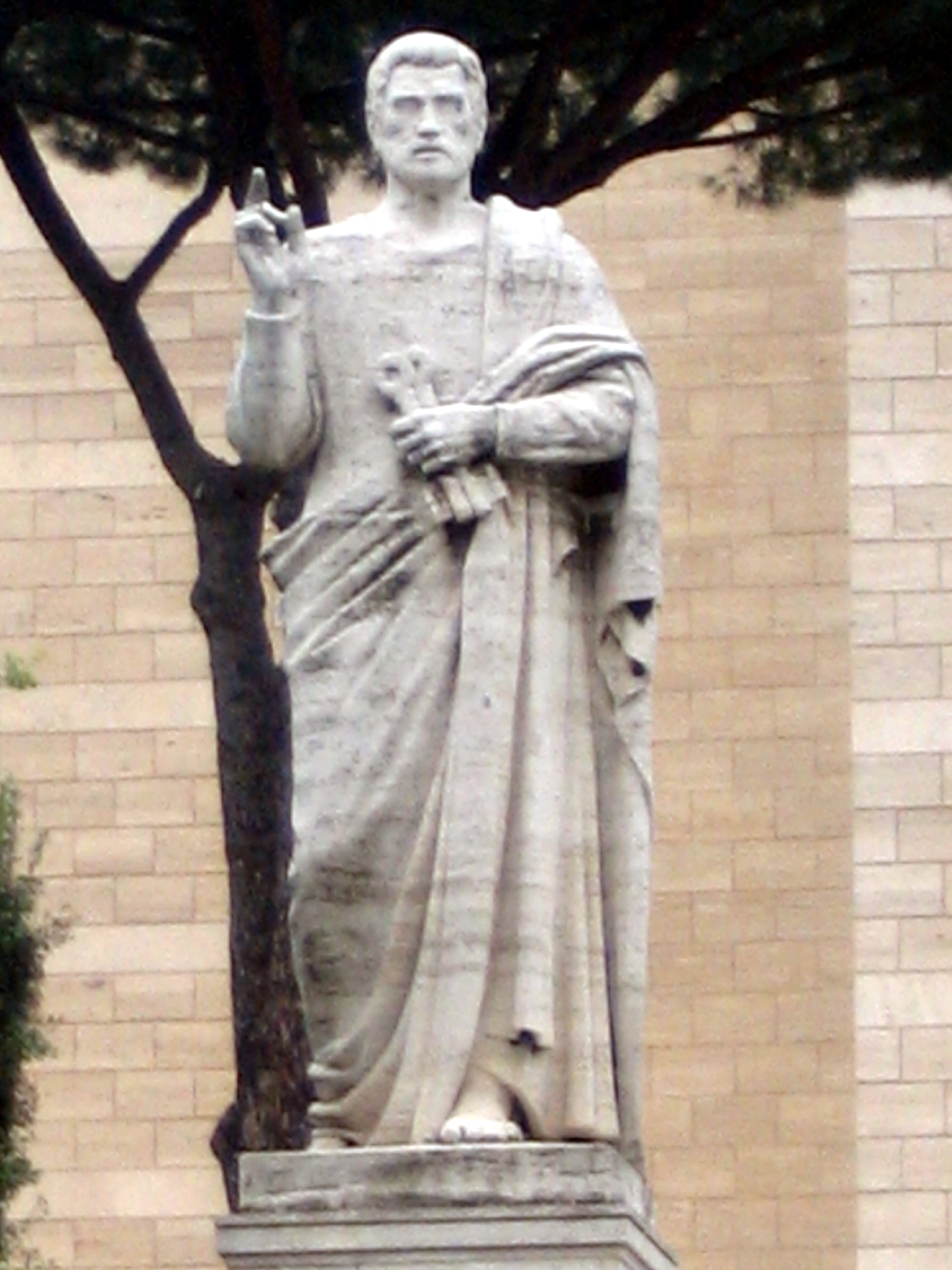
Statue de Saint Pierre, devant la façade
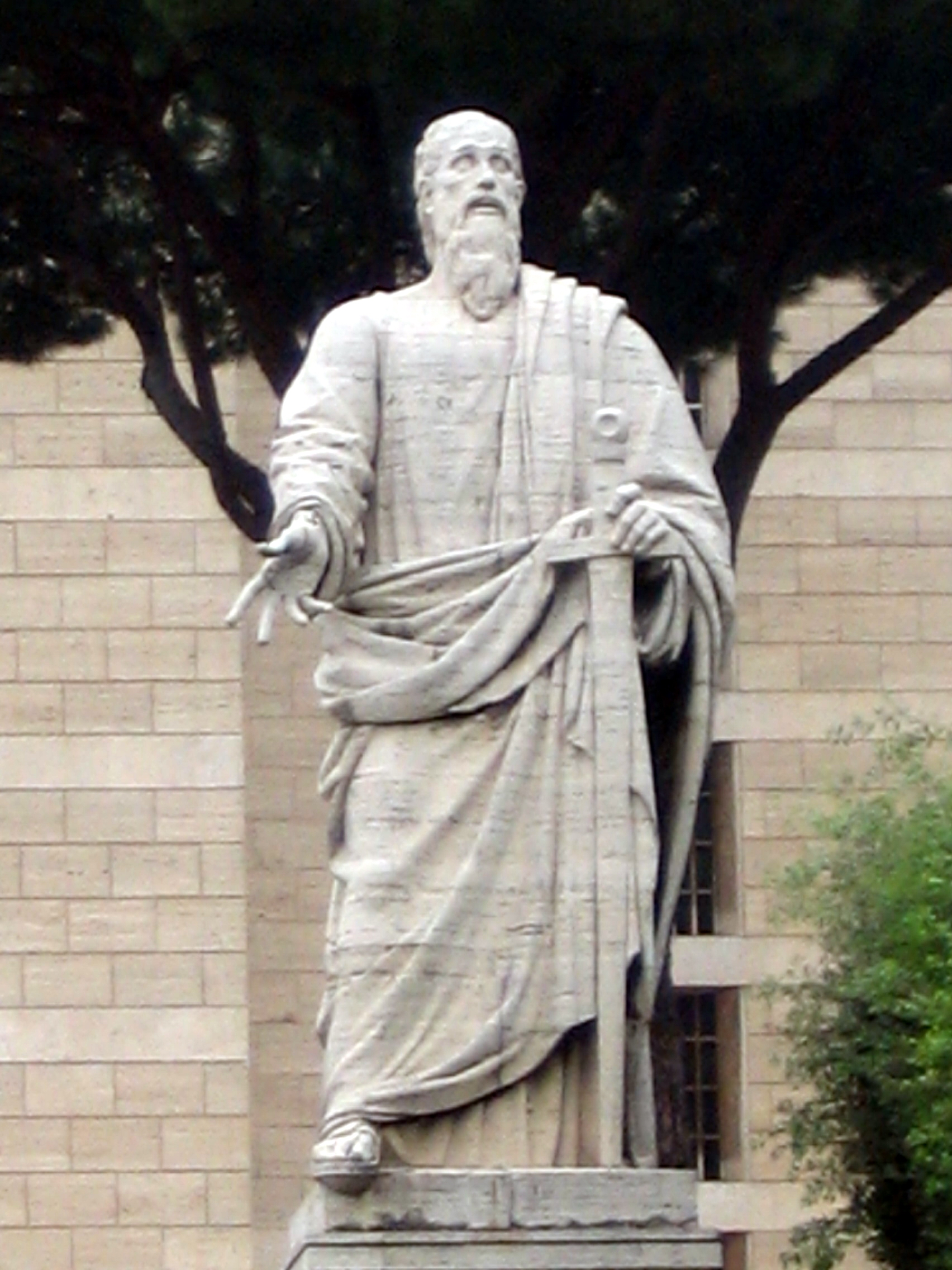
Statue de Saint Paul, devant la façade